# June Dayton
June Dayton (nascida Mary June Wetzel; 24 de agosto de 1923 - 13 de junho de 1994) foi uma atriz de televisão americana que apareceu em uma variedade de programas da década de 1950 até a década de 1980.
Dayton nasceu em Dayton, Ohio . Ela usou sua cidade natal de Dayton para criar seu nome profissional. Sua entrada na atuação veio através de um curso de artes dramáticas na faculdade.
Os créditos de Dayton na Broadway incluem The Ivy Green (1949), Tenting Tonight (1947) e Lovely Me (1946).
Ela trabalhou no teatro de verão por vários anos e, em 1951, e fez um tour pela Austrália com a produção The Moon Is Blue .
Dayton interpretou Mary Aldrich em The Aldrich Family, Patsy Hamilton em The Brighter Day,  Jennifer em Um Encontro com a Vida,  Grace Baden em Lucas Tanner,  e Lucy Spaulding em Paradise Bay. 
Dayton apareceu como atriz convidada em episódios de Studio One, Robert Montgomery Presents, Kraft Theatre, Gunsmoke (“Laughing Gas” - 1958 - S3E29), The Investigators, The Fugitive, The FBI, Barnaby Jones e Quincy, ME . Ela fez cinco aparições em Perry Mason, duas vezes como réu: em 1957 ela interpretou Myrna Davenport em "The Case of the Runaway Corpse", e em 1958, ela interpretou Sue Hardisty em "The Case of the Buried Clock". Dayton interpretou Catherine Driscoll no episódio "The Party Line" no Dennis the Menace da CBS. Ela teve um papel memorável como Helen Turner no episódio de The Twilight Zone " A Penny for Your Thoughts ", que contou com Dick York . Ela apareceu em um episódio do Armstrong Circle Theatre intitulado " Divorcees Anonymous ".
Em 1965, ela foi escalada como Virginia Farragut em "The Battle of San Francisco Bay" na série de antologias , Death Valley Days .
Dayton estrelou um episódio de "Land of the Giants", intitulado "Home Sweet Home", que foi exibido pela primeira vez em dezembro de 1969.
Suas aparições no cinema incluíram papéis em Crepúsculo de Honra (1963), One Man's Way (1963), Tora! Torá! Torá! (1970), Something for Joey (1977), Deadman's Curve (1978) e The Other Side of the Mountain Part 2 (1978). Dayton estava em um episódio do The Dick Van Dyke Show sobre um ex-companheiro do exército que Rob pensava ser um ladrão de joias.

## Vida pessoal
Dayton casou-se com o ator Dean Harens em 1947. O casamento durou até sua morte em 1994.

## Morte
Dayton morreu de câncer em Sherman Oaks, Califórnia. Ela tinha 70 anos.

## Filmografia
| Ano  | Título                           | Função                | Notas |
| ---- | -------------------------------- | --------------------- | ----- |
| 1963 | Crepúsculo de Honra              | Vera Driscoll         |       |
| 1964 | Caminho de um homem              | Sra. Gordon           |       |
| 1970 | Torá!                            | Caverna Senhorita Ray |       |
| 1974 | O homem da independência         | Bess Truman           |       |
| 1977 | Algo para Joey                   | Sra. Frome            |       |
| 1978 | Curva do Homem Morto             | Clara Berry           |       |
| 1978 | O Outro Lado da Montanha Parte 2 | Sra. Boothe           |       |
| 1979 | Capitão América                  | secretário            |       |